# Norma John

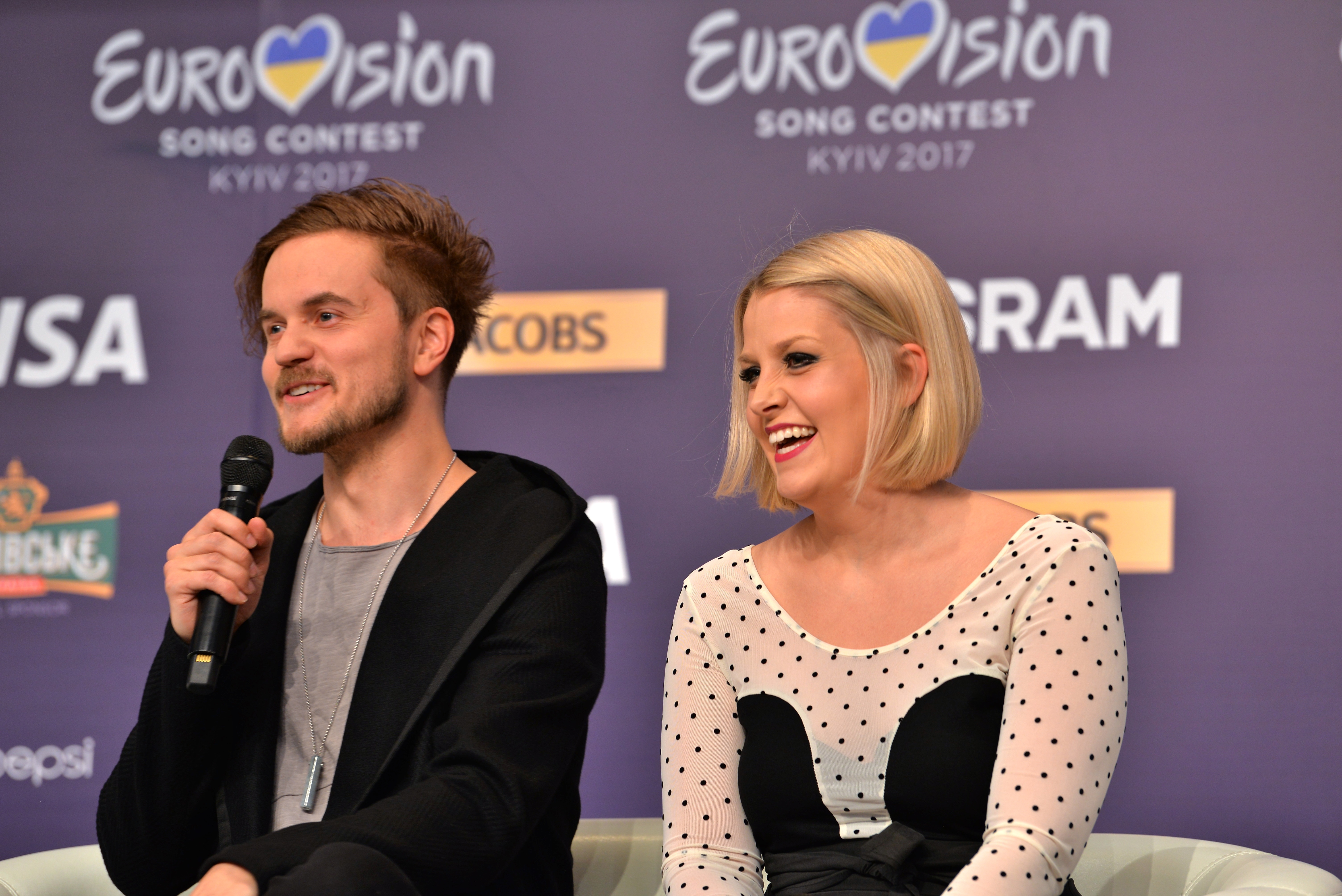
Norma John (2017)

Norma John ist ein finnisches Popduo, bestehend aus Leena Tirronen (* 1984, Gesang) und Lasse Piirainen (Klavier).

## Hintergrund
Die Band besteht seit 2008, in den ersten Jahren war sie noch um drei weitere Musiker ergänzt. 2010 wurde Sängerin Leena Tirronen bekannt, da sie bei der finnischen Version der Castingshow The X Factor den dritten Platz erreichen konnte. Ein Solo-Album und drei Singles konnten sich allerdings nicht in den Charts platzieren. Nach dieser Zeit wurde die Band, nun zum Duo geschrumpft, wieder aktiv.
Die beiden nahmen am Uuden Musiikin Kilpailu 2017 teil, wo sie am 28. Januar den Sieg erringen konnten. Damit vertraten sie Finnland beim Eurovision Song Contest 2017 in Kiew mit dem Lied Blackbird (deutsch Amsel). Nach der Teilnahme am ersten Halbfinale konnten sie sich allerdings für das Finale des Wettbewerbs nicht qualifizieren.

## Diskografie
Singles
- 2017: Blackbird
- 2018: Hellfire
- 2018: Wild Eyes (mit Kasia Moś)